# Hercules trapt Pan uit Omphales bed
Hercules trapt Pan uit Omphales bed (Deens: Herkules fordriver Faunus fra Omfales leje) is een schilderij van Abraham Janssens uit 1607. Het werk maakt deel uit van de collectie van het Statens Museum for Kunst in Kopenhagen.

## Voorstelling
De voorstelling op het schilderij, een episode uit het leven van Hercules, is ontleend aan de Fasti van Ovidius. In boek 2 van dat werk wordt beschreven hoe Hercules als bediende in dienst is bij koningin Omphale van Lydië als boetedoening voor een moord. Tijdens een reis feesten en overnachten ze met hun gevolg in een grot, bespied door de god Pan, die zich sterk tot de koningin aangetrokken voelt. Tijdens een spel wisselen Hercules en Omphale hun kleding uit. Uiteindelijk gaan ze uitgeput slapen, ieder op zijn eigen slaapbank. Midden in de nacht komt Pan de grot binnen. Bij de eerste bank voelt hij de leeuwenhuid waarmee Hercules zich tooide. Geschrokken gaat hij naar de volgende bank en treft daar fluwelen gewaden aan. Als hij op het bed kruipt en het tuniek omhoog tilt, merkt hij echter de harige benen op. Hercules trapt hem snel van de bank af. Omphale is ook wakker geworden en vraagt een bediende om licht te brengen. 
De groteske scène is getrouw weergegeven door Janssens. Omphale ligt naakt op een groot bed. Ze is nog steeds een beetje  loom van de wijn. Haar hand rust op de knots van Hercules, waaronder een stukje huid van de Nemeïsche leeuw ligt. Naast haar ligt de Griekse held gehuld in een blauw gewaad. Hij trapt Pan, te herkennen aan zijn bokkenpoot, met zijn rechtervoet van het bed. In het bovenste gedeelte verschijnt een bediende met een kaars die de waarheid zal onthullen. Onderaan bevinden zich verschillende symbolische voorwerpen. De karaf verwijst naar de eerder gedronken wijn. Ernaast ligt een theatermasker, dat hier verwijst naar de omkering van de rollen die tot het misverstand heeft geleid. In de oudheid waarschuwden verwijzingen naar travestie voor de manieren waarop vrouwen mannen probeerden te domineren.

## Herkomst
Het schilderij is in bezit geweest van graaf Christian Danneskiold-Samsøe (1702-1728). Hijzelf of zijn vader Christian Gyldenløve haalde het naar Denemarken. In 1731 werd het geveild, als een werk van Abraham Bloemaert en kwam terecht in de koninklijke verzameling.